# La strada entra nella casa
La strada entra nella casa è un dipinto futurista di Umberto Boccioni risalente al 1911, custodito nello Sprengel Museum di Hannover.

## Descrizione
Il dipinto mostra una donna di spalle, ritratta mentre si poggia sulla ringhiera di un balcone in Via Adige a Milano (Porta Vigentina). La vista che si apre da tale postazione mostra una fitta serie di edifici, una strada sulla sinistra e dei cantieri nella parte centrale del dipinto. L'opera presenta una potente carica emotiva, rappresentata dalla scelta dei colori e dalle forze che riescono persino a piegare gli edifici. Boccioni stesso descrive la sua opera in questo modo:
(Umberto Boccioni)
(Balla, Boccioni, Carrà, Russolo, Severini La pittura futurista. Manifesto tecnico, 11 Aprile 1910)

## Collegamenti
- Visioni simultanee
- Il Mattino (Boccioni)
- Stati d'animo (Boccioni)